# КрАЗ-258Б
КрАЗ-258Б — серійний радянський сідловий тягач з колісною формулою 6х4, що виготовлявся з 1966 по 1989 рік. Був створений на основі американського тягача M-20 1941 року. Автомобіль комплектується дизельним двигуном ЯМЗ-238 потужність якого 240 к.с.
З 1963 до 1966 р завод випускав автомобіль КрАЗ-221Б, який відрізнявся від моделі 258 силовим агрегатом, з 1959 по 1963 р. — КрАЗ-221, який був модернізованим автомобілем ЯАЗ-210Д, що випускався з 1951 по 1959 р. Ярославським автомобільним заводом (нині — ЯМЗ).

## Створення КрАЗ-258[2]
КрАЗ-258 це модернізований КрАЗ-221. Модернізація полягала у встановленні двигуна 8-циліндрового ЯМЗ-238 потужністю 240 к.с. при 2100 об/хв. та максимальному крутному моменті 90 кгм. Застосування цього двигуна, а також роздавальної коробки типу КрАЗ-219, у якої зменшено передавальні числа 1,07 та 2,28 (було 1,32 та 2,28) що дозволило підвищити швидкість руху до 62 км/год. Прийнята 24-вольтова, однопровідна система електрообладнання. Застосовані дві акумуляторні батареї 6СТЭН-14ОМ. Маса автомобіля зменшена на 308 кг.

## Джерело
- http://www.denisovets.ru/kraz/krazpages/kraz258b.html [Архівовано 16 квітня 2014 у Wayback Machine.]
- Журнал "За рулем" 1961, №10, розділ "Модернизированный КрАЗ", ст.14-15.